# Doctor Elise: The Royal Lady with the Lamp
Doctor Elise: The Royal Lady with the Lamp (kor. 외과의사 엘리제 Oegwauisa Ellije) – powieść internetowa autorstwa Yuin, publikowana od grudnia 2015 do kwietnia 2016 na platformie KakaoPage. Na jej podstawie powstał webtoon zilustrowany przez Mini, który był publikowany w serwisie KakaoPage od września 2017 do lutego 2021. Adaptacja anime, wyprodukowana przez studio Maho Film, była emitowana od stycznia do marca 2024.

## Fabuła
Elise była niepopularną, rozpieszczoną i porywczą cesarzową. Po tym jak lud zbuntował się i skazał ją na śmierć, odrodziła się we współczesnym świecie, zachowując swoje wspomnienia. Podjęła studia i została wybitnym lekarzem, aby odpokutować za grzechy poprzedniego życie. Jednak po śmierci w katastrofie lotniczej ponownie budzi się w ciele Elise, tym razem jako nastolatka. Starając się nie powtórzyć błędów, zyskuje popularność, wprowadzając reformy medyczne i inne ulepszenia, a także stara się nawiązać dobre relacje z otoczeniem i ludem.

## Bohaterowie
- Elise (kor. 엘리제 Ellije) / Song Ji-hyeon (kor. 송지현) / Aoi Takamoto (jap. 高本 葵 Takamoto Aoi)

Seiyū: Yui Ishikawa 
- Linden (kor. 린덴 Rinden) / Ron (kor. 론)

Seiyū: Yōhei Azakami 
- Graham (kor. 그라함 Geuraham)

Seiyū: Yoshimasa Hosoya 
- Lenne De Clorance (kor. 렌 드 클로랜스 Ren Deu Keulloraenseu)

Seiyū: Daisuke Ono 
- Chris De Clorance (kor. 크리스 드 클로랜스 Keuriseu Deu Keulloraenseu)

Seiyū: Hiro Shimono 
- Michael De Romanoff (kor. 미하일 드 로마노프 Mihail Deu Romanopeu)

Seiyū: Sōma Saitō 
- Julian De Childe (kor. 유리엔 드 차일드 Yurien Deu Chaildeu)

Seiyū: Megumi Han 
- Minchester De Romanoff (민체스터 드 로마노프 Mincheseuteo Deu Romanopeu)

Seiyū: Kazuhiko Inoue 

## Powieść
Powieść internetowa była publikowana w serwisie KakaoPage od 30 grudnia 2015 do 27 kwietnia 2016, a jej rozdziały zostały zebrane w 4 tomach. Historia poboczna ukazywała się od 4 do 30 maja 2016. Druga historia poboczna była publikowana od 19 września do 27 listopada 2017.

## Webtoon
Na bazie powieści powstał webtoon zilustrowany przez Mini, który był publikowany w serwisie KakaoPage od 18 września 2017 do 16 lutego 2021. 13-rozdziałowa historia poboczna ukazywała się od 9 stycznia do 9 kwietnia 2024. FineToon zebrało główne rozdziały serii w 10 tomach.

## Anime
Adaptacja w formie telewizyjnego serialu anime została zapowiedziana 28 lutego 2023. Za produkcję odpowiada studio Maho Film, reżyserią zajęła się Kumiko Habara, a nad scenariuszem czuwała Deko Akao. Projekty postaci wykonała Yūko Watanabe, a muzykę skomponował Ken Itō. Seria była emitowana w AT-X i innych stacjach od 10 stycznia do 27 marca 2024. Motywem otwierającym jest „Believer” w wykonaniu Yui Ishikawy, natomiast końcowym „Listen” autorstwa Maju Arai. Prawa do streamingu serii nabył Crunchyroll.

### Lista odcinków
| №  | Tytuł                                                      | Reżyseria           | Scenariusz         | Premiera         |
| -- | ---------------------------------------------------------- | ------------------- | ------------------ | ---------------- |
| 1  | Atonement Tsugunai (償い)                                  | Kumiko Habara       | Deko Akao          | 10 stycznia 2024 |
| 2  | A Gamble Kake (賭け)                                       | Kyohei Oyabu        | Deko Akao          | 17 stycznia 2024 |
| 3  | The Lady Saint Seijo (聖女)                                | Yoshihisa Matsumoto | Maika Shizuhara    | 24 stycznia 2024 |
| 4  | Which Way the Wind Blows Satsuzen (颯然)                   | Katsumi Minokuchi   | Sawako Hirabayashi | 31 stycznia 2024 |
| 5  | Ordeal Shiren (試練)                                       | Naoyoshi Kusaka     | Toshima Hara       | 7 lutego 2024    |
| 6  | Daylight Fantasies, Nighttime Dreams Chusouyamu (昼想夜夢) | Hidetoshi Watanabe  | Sawako Hirabayashi | 14 lutego 2024   |
| 7  | Reminiscence Tsuioku (追憶)                                | Tomihiko Okubo      | Toshima Hara       | 21 lutego 2024   |
| 8  | Days Long Ago Sekijitsu (昔日)                             | Yoshihisa Matsumoto | Maika Shizuhara    | 28 lutego 2024   |
| 9  | After the Storm Arashi no ato (嵐の後)                     | Naoyoshi Kusaka     | Deko Akao          | 6 marca 2024     |
| 10 | For a Brief While Tamayura (玉響)                          | Kyohei Oyabu        | Sawako Hirabayashi | 13 marca 2024    |
| 11 | A Wish Negai (願い)                                        | Katsumi Minokuchi   | Deko Akao          | 20 marca 2024    |
| 12 | A Path Michi (道)                                          | Naoyoshi Kusaka     | Deko Akao          | 27 marca 2024    |